# グラムール美容専門学校
グラムール美容専門学校は、大阪市浪速区にある専修学校。フランス語で「魅力的にする」（glamour）が語源となっている。
2005年後期・2006年前期と2期連続で美容師国家試験合格率全国トップの実績を持つ。

## 沿革
- 1955年：創立

## 出身者
- 広江一也（NORAグループ創業者代表、美容師）

## 所在地
- 〒556-0011 大阪市浪速区難波中1-4-4

最寄り駅は、各難波駅（大阪難波駅・地下鉄なんば駅・南海難波駅）